# شهرداری دمیر کاپیا

شهرداری دمیر کاپیا (به لاتین: Demir Kapija Municipality) یک منطقهٔ مسکونی در مقدونیه شمالی است. شهرداری دمیر کاپیا ۳۱۱٫۰۶ کیلومتر مربع مساحت و ۴٬۵۴۵ نفر جمعیت دارد و ۲۰۲ متر بالاتر از سطح دریا واقع شده‌است.